# Tour de Ijen
El Tour de Ijen (oficialmente: Banyuwangi Tour de Ijen) es una carrera ciclista profesional por etapas que se disputa en la Meseta de Ijen (Indonesia), en el mes de mayo. 
Se disputa desde el 2012 formando parte del UCI Asia Tour, dentro de la categoría 2.2 (última categoría del profesionalismo).

## Palmarés
| Año  | Ganador           | Segundo               | Tercero           |
| ---- | ----------------- | --------------------- | ----------------- |
| 2012 | Ki Ho Choi        | Óscar Pujol           | Timo Scholz       |
| 2013 | Samad Poor Seiedi | John Ebsen            | Rahim Ememi       |
| 2014 | Peter Pouly       | Hossein Askari        | Amir Zargari      |
| 2015 | Peter Pouly       | Benjamín Prades       | Daniel Whitehouse |
| 2016 | Jai Crawford      | Ricardo García Ambroa | Dadi Suryadi      |
| 2017 | Davide Rebellin   | Amir Kolahdozhagh     | Victor Niño       |
| 2018 | Benjamin Dyball   | Jesse Ewart           | Thomas Lebas      |
| 2019 | Robbie Hucker     | Michael Vink          | Jesse Ewart       |
| 2024 | Merhawi Kudus     | Metkel Eyob           | Benjamín Prades   |
| 2025 |                   |                       |                   |

## Palmarés por países
| País      | Victorias |
| --------- | --------- |
| Australia | 3         |
| Francia   | 2         |
| Irán      | 1         |
| Hong Kong | 1         |
| Italia    | 1         |
| Eritrea   | 1         |
| España    | 1         |